# Isanti, Minnesota
Isanti là một thành phố thuộc quận Isanti, tiểu bang Minnesota, Hoa Kỳ. Năm 2010, dân số của thành phố này là 5251 người.

## Dân số
- Dân số năm 2000: 2324 người.
- Dân số năm 2010: 5251 người.